# Macroteleia hungarica
Macroteleia hungarica är en stekelart som beskrevs av Szabó 1966. Macroteleia hungarica ingår i släktet Macroteleia och familjen Scelionidae. Inga underarter finns listade i Catalogue of Life.